# 哈扎人
哈扎人（Hadza，或稱 Hadzabe、Hadzapi、Tindiga、Watindiga、Kindiga、Kangeju等），是東非坦桑尼亞中北部的一個族群。 他們散居在東非大裂谷中部的埃亞西湖沿岸，南部靠近恩戈羅恩戈羅保護區和鄰近的塞倫蓋蒂平原。 稀樹草原和林地這片人跡罕至且肥沃程度較低的地區，在 21 世紀估計約為 4,000 平方公里或該地區的三分之二，代表著從過去更大的區域的最後撤退棲息地。
作為傳統的狩獵採集者，哈扎人是最後一個仍然使用石器或在晚近使用石器的半自然社群之一。 此外，他們以這種原始方式生活在一個通常被稱為“人類搖籃”的地區，並且緊鄰重要的史前遺址（參看人類演化）。 為此，自20世紀下半葉以來，科學家們對他們表現出極大的興趣，將他們視為人類學、人類發展研究和早期人類研究問題的模範族群。
與此同時，他們受現代性之影響越來越大。 仍然沿襲傳統狩獵採集生活方式的部落成員估計有數百人。 他們的生活方式以及他們的文化和族群身份和存在，受到一系列非常長期的歷史發展以及現代社會和經濟變化的嚴重威脅。

## 宗教
哈扎人没有正式的宗教信仰，据称他们也不相信来世【46:45】。在狩猎期间，他们会向伊绍科（Ishoko，太阳）或哈伊内（Haine，月亮）祈祷，并相信死后会前往伊绍科。此外，他们还举行一些仪式，例如每月的新月之际为男性举行的埃佩梅（epeme）舞蹈，以及较少举行的女性迈托科（maitoko）割礼与成人礼仪式。